# Colletes stepheni
Colletes stepheni là một loài Hymenoptera trong họ Colletidae. Loài này được Timberlake mô tả khoa học năm 1958.